# Caliendrula elstoni
Caliendrula elstoni é uma espécie de gastrópode do gênero Caliendrula, pertencente a família Clavatulidae.